# Partito Popolare Trentino
Il Partito Popolare Trentino, già Unione Politica Popolare del Trentino, in lingua tedesca Trentiner Volkspartei, è stato un partito politico austro-ungarico fondato nel 1904 su impulso del vescovo di Trento, Celestino Endrici, per dare voce alla minoranza italiana del Trentino. Il suo segretario dal 1911 fu Alcide Degasperi, già attivo dal 1904 come giornalista per Il Trentino e che vi aveva aderito nel 1906.

## Storia
Nelle elezioni legislative austriache del 1907 ottenne 7 seggi sui 9 che il Trentino, all’epoca definito dal territorio della diocesi di Trento, mandava in parlamento, in particolare quelli rurali, piazzandosi al primo posto con oltre di 40.000 preferenze. Lo stesso risultato venne replicato nelle elezioni legislative austriache del 1911, quando De Gasperi fu eletto al Parlamento di Vienna. Nel 1914 sempre con i Popolari De Gasperi ottenne un seggio alla Dieta Tirolese di Innsbruck.
Il partito si sciolse nel 1919 quando confluì nel Partito Popolare Italiano.

## Ideologia
Vivace sostenitore della minoranza linguistica e culturale italiana, il partito riuniva al suo interno idee moderate, ispirate alla dottrina sociale della Chiesa e al cristianesimo democratico, nonché esponenti conservatori, nazionalisti e in, certi casi, antisemiti. 
Fu neutralista allo scoppio della prima guerra mondiale onde non creare rischi per la popolazione trentina, anche se non mancarono voci favorevoli al rispetto della Triplice Alleanza da parte dell’Italia contro la Serbia in chiave anti-ortodossa.